# Malaspina (película)
Malaspina es una película de melodrama italiana de 1947 dirigida por Armando Fizzarotti y protagonizada por Vera Rol, Aldo Bufi Landi y Rino Genovese. Es un melodrama, basado en una canción popular del mismo nombre. Su historia de fechorías femeninas y redención final era característica del cine de estilo napolitano.
La película revivió la industria cinematográfica de Nápoles, que había desaparecido en gran medida durante la era fascista, cuando el cine italiano se concentraba en Roma. La película se estrenó en los Estados Unidos, donde se hizo popular entre el público italoestadounidense.

## Argumento
Una joven promete serle fiel a su amante cuando este es encarcelado por intento de homicidio contra un célebre criminal que cortejaba a la joven. Sin embargo, en su ausencia, ella se convierte en prostituta y se une al criminal. Cuando el hombre regresa, él mata a su nuevo novio. Profundamente avergonzada de su conducta, se convierte en monja.

## Reparto
- Vera Rol como Maria, «Malaspina».
- Aldo Bufi Landi como Andrea.
- Rino Genovese como Gaetano.
- Ugo D'Alessio como Nicola.
- Vittoria Crispo como Teresina.
- Carmelo Capurro
- Nicola Pouthod
- Alberto Amato
- Gino Vittorio

## Distribución
El éxito de la película tanto en Nápoles como en dos locales neoyorquinos para italoestadounidenses recaudó en ese momento unos 45 millones de liras. Roberto Amoroso había vendido los derechos de la película a dos adinerados expositores de Pozzuoli, Antonio Ferrigno (de A.F. Film) y Caserta. La película había costado solo 2 millones de liras en ese momento, cuando terminó el período de explotación, incluido el éxito estadounidense, había recaudado un total de 380 millones de liras en ese momento, de los cuales 170 millones de liras en Italia.